# فينا مالك
فينا مالك هي ممثلة باكستانية من مشاهير بوليوود بدأت مسيرتها الفنية عام 2000. وحكم عليها بالسجن 26 عاماً بتهمة إذراء الإديان ولكن تم تخفيف الحكم للغرامه فقط ثم تزوجت من رجل الأعمال اسعد بشير خان في دبي، وبدأت الفنانة بتغيير مسار حياتها منذ عقد القران بعد مسيرة حافلة من الأدوار والصور الجريئة.ثم قامت بأداء العمرة في مكة المكرمة وأعلنت توبتها وأكدت أنها ستقدم برنامجًا دينيًا للشباب الذين سلكوا طرقًا ملتوية ويهدف البرنامج لإصلاحهم.

## الأعمال
- إف إتش إم

## وصلات خارجية
- فينا مالك على موقع IMDb (الإنجليزية)
- فينا مالك على موقع أول موفي (الإنجليزية)
- فينا مالك على موقع قاعدة بيانات الفيلم (الإنجليزية)
- فينا مالك على موقع كينوبويسك (الروسية)